# Antonia (gênero)
Antonia Pohl é um género botânico pertencente à família Loganiaceae.

## Espécies
- Antonia griffithii
- Antonia obliqua
- Antonia ovata
- Antonia pilosa
- Antonia pubescens
- Antoniana laciniata
- Antoniana laurifolia
- Antoniana sylvestris